# Mazamitla
Mazamitla är en kommunhuvudort i Mexiko.   Den ligger i kommunen Mazamitla och delstaten Jalisco, i den centrala delen av landet, 400 km väster om huvudstaden Mexico City. Mazamitla ligger 2 253 meter över havet och antalet invånare är 7 865.
Terrängen runt Mazamitla är kuperad. Runt Mazamitla är det ganska glesbefolkat, med 28 invånare per kvadratkilometer. Mazamitla är det största samhället i trakten. I omgivningarna runt Mazamitla växer i huvudsak blandskog.